# Nannocharax skeltoni
Nannocharax skeltoni — вид харациноподібних риб з родини Distichodontidae. Описаний у 2024 році.

## Етимологія
Назва виду skeltoni дана на честь південноафриканського їхтіолога професора Пола Гарві Скелтона з Південноафриканського інституту водного біорізноманіття на знак визнання його видатного внеску у знання про різноманітність та біогеографію африканських риб.

## Поширення
Ендемік Замбії. Поширенний у річках Луонго та Калунгвіші, притоках річки Луапула в північно-східному регіоні Замбії.

## Опис
Дрібна рибка, завдовжки до 2,7 см. Цей вид вирізняється наступними ознаками: низка вузьких вертикальних смужок, зазвичай шириною в одну лусочку, і невелика пляма на хвостовому стеблі, оточена світлою прозорою ділянкою біля основи середніх променів хвостового плавника; луски бічної лінії 33-35; навколоножна луска 12.